# Diochlistus nicholsoni
Diochlistus nicholsoni är en tvåvingeart som beskrevs av M. Josephine Mackerras 1928. Diochlistus nicholsoni ingår i släktet Diochlistus och familjen Mydidae. Inga underarter finns listade i Catalogue of Life.